# Nallo
Nallo (nordsamiska Njállu) är ett berg i Stuor Räitavagge i Kebnekaiseområdet i Kiruna kommun. Sett från Vistasvagge i sydöst har en del av berget ett mycket karaktäristiskt, extremt spetsigt utseende som givit det dess namn, vilket på svenska betyder Nålen.
Bergets topp är lätt att bestiga utan särskild utrustning, vilket lämpligen görs från nordväst. Själva "nålen" är cirka hundra meter lägre än toppen och betydligt svårare att bestiga.

## Nallostugan
Svenska turistföreningen har en fjällstuga i Stuor Räitavagge vid foten av Nallo.(68°01′01″N 18°23′37″Ö / 68.016891°N 18.393688°Ö)